# Pentace microlepidota
Pentace microlepidota är en malvaväxtart som beskrevs av André Joseph Guillaume Henri Kostermans. Pentace microlepidota ingår i släktet Pentace och familjen malvaväxter. Inga underarter finns listade i Catalogue of Life.